# Attaque du 10 août 2001 en Angola
 (août 2020).
L'attaque du 10 août 2001 en Angola est une attaque survenue le 10 août 2001 pendant la guerre civile angolaise lorsque les forces de l'Union nationale pour l'indépendance totale de l'Angola (UNITA) ont fait dérailler un train circulant entre les villes de Zenza (en) et de Dondo avec une mine antichar, puis ont attaqué les passagers avec des armes légères.

## Déroulement
La guerre civile angolaise durait depuis 1975 et était un héritage de la guerre froide. Dans le cadre de ses efforts continus pour renverser le gouvernement, l'attaque a eu lieu le 10 août 2001 lorsqu'un train de voyageurs en Angola a heurté une mine antichar placée sur la voie par les rebelles de l'UNITA. Après son déraillement, les rebelles ont attaqué les passagers avec des armes légères, tuant environ 250 personnes sur les 500 présentes dans le train. L'attaque a eu lieu à environ 150 kilomètres au sud-est de la capitale Luanda. Le 16 août 2001, les membres du Conseil de sécurité des Nations unies ont fermement condamné l'attaque, la qualifiant d'"attaque terroriste".
Le 13 août, l'UNITA a revendiqué la responsabilité de l'attaque.